# Lomographa suffusa
Lomographa suffusa là một loài bướm đêm trong họ Geometridae.